# 麻月鞠緒
麻月 鞠緒（あさづき まりお、本名・浅野 幸子、1943年7月20日 - 1994年2月22日）は元宝塚歌劇団男役（元月組組長）。
京都府宮津市出身。京都府立宮津高等学校出身。芸名は家族で考案。宝塚歌劇団時代の愛称はブチ。以前の芸名は麻月 毬生（読み同じ）であった。 妹は椿友里。

## 来歴
1960年に宝塚音楽学校に入学し、1962年に卒業。同年、48期生として宝塚歌劇団に入団し、星組公演『メイド・イン・ニッポン』で初舞台を踏む。宝塚入団時の成績は75人中30位。
1983年から1986年まで月組組長を務め、その後は専科へ異動し脇役として多くの公演に出演するが1993年からは病気がちとなる。
1994年2月22日、死去。

## 人物
宝塚時代の配属組の順は花、星、専科、月、専科である。

## 宝塚歌劇団時代の主な舞台
- 『小さな花がひらいた』助二郎 役（1971年10月 - 11月）
- 『炎の天草灘』多賀主水 役（1972年7月）
- 『この恋は雲の涯まで』佐藤忠信、承暉 役（1973年8月 - 9月）
- 『虞美人』劉邦 役（1974年3月 - 4月）
- 『ベルサイユのばら』ベルナール 役（1975年7月 - 8月）
- 『あかねさす紫の花』中臣鎌足 役（1976年2月 - 3月）
- 『ノバ・ボサ・ノバ』シスター・マーマ 役（1976年8月 - 9月）
- 『風と共に去りぬ』レット・バトラー 役（鳳蘭・榛名由梨と役替わり）（1978年2月 - 3月）
- 『エコーズ』第17景：教授 役（1978年9月 - 11月）
- 『紅はこべ』プリンス・オブ・ウェールズ 役（1979年3月）
- 『響け!わが歌』百地古太夫 役（1980年8月）
- 『小さな花がひらいた』助二郎 役（1981年2月 - 3月）
- 『ジャワの踊り子』警視総監ポール 役（1982年5月 - 6月）
- 『翔んでアラビアンナイト』パーマン 役（1983年11月）
- 『ガイズ&ドールズ』ブラニガン警部 役（1984年11月 - 12月）
- 『炎のボレロ』ブラッスール公爵 役（1988年2月 - 3月）
- 『新源氏物語』桐壷帝 役（1989年5月 - 6月）
- 『紫禁城の落日』吉岡中将 役（1991年11月 - 12月）